# Rafael Chaves Beardo
Rafael Chaves Beardo (San Fernando, Cádiz, 23 de enero de 1972) es un diplomático español. Es embajador de España en Gabón (desde 2025).

## Carrera diplomática
Rafael nació en España. Tras licenciarse en Derecho en la Universidad de Sevilla, ingresó en la carrera diplomática (2005).
Ha estado destinado en las Embajadas de España en: Berlín, Guatemala —en dos ocasiones— y Lisboa.
En el Ministerio de Asuntos Exteriores, Unión Europea y Cooperación - MAEUEC (Madrid) ha trabajado en: la Subdirección de Relaciones Económicas Bilaterales con Países en Desarrollo y en la de Países Europeos, dependientes de la Dirección General de Relaciones Económicas Internacionales —actual Dirección General de Diplomacia Económica— y en la Dirección General de Política Exterior para Iberoamérica —en dos ocasiones: una como consejero para Mercosur y Chile; y otra para Países Andinos).
También fue coordinador de Asuntos de Justicia e Interior en la Dirección General de Integración y Coordinación de Asuntos Generales de la Unión Europea.